# Automeris colenon
Espèce
Automeris colenon est une espèce de papillon de la famille des Saturniidae.

## Publication originale
- (en) Dyar, 1912 : Descriptions of new species and genera of Lepidoptera, chiefly from Mexico. Proceedings of the United States National Museum, vol. 42, pp. 39–106[1] (texte intégral).